# Attentat de la rue Didouche Mourad
L'attentat de la rue Didouche Mourad est une attaque terroriste islamiste à la voiture piégée perpétrée à Alger, rue Didouche Mourad, le 7 janvier 1997.

## Déroulement
Le 7 janvier 1997, une voiture piégée explose face à la brasserie des Facultés sis rue Didouche Mourad à Alger-Centre.

## Bilan humain
Le bilan fait état d'au moins 23 morts et d'une centaine de blessés.

## Enquête
L'enquête des services de sécurité fait filtrer le nom de Farid Hamani, alias Abou Selmane, nouveau émir du GIA de la capitale, il aurait 27 ans et serait originaire d'un de ses faubourgs populaires.